# Mario Sandoval Alarcón
Mario Augusto Sandoval Alarcón (Ciudad de Guatemala, 18 de mayo de 1923–ibídem, 17 de abril de 2003) fue un político anticomunista guatemalteco. Fue el fundador en 1960 del Movimiento de Liberación Nacional (MLN). En 1954, ayudó al coronel Carlos Castillo en el golpe de Estado en contra de Jacobo Árbenz.
Sandoval ejerció la Vicepresidencia del 1 de julio de 1974 al 1 de julio de 1978 durante la presidencia de Kjell Laugerud. En 1982, obtuvo el segundo lugar en las elecciones presidenciales. No tuvo éxito nuevamente tres años después, en 1985.
Sandoval Alarcón ejerció una influencia en la política guatemalteca transcendiendo en la época como líder anticomunista y antisocialista. Entre otras cosas, se le atribuye la organización de escuadrones de la muerte. Por otro lado, desplegó una serie de reformas, de la mano con el presidente, que apoyaron la reconstrucción nacional tras el terremoto que azotó Guatemala en 1976.
- Datos: Q1808196